# Złośliwe oprogramowanie
Złośliwe oprogramowanie, szkodliwe oprogramowanie (ang. malware – zbitka słów malicious „złośliwy” i software „oprogramowanie”), potocznie „wirus komputerowy” – ogół programów o szkodliwym działaniu w stosunku do systemu komputerowego lub jego użytkownika.
Mianem malware określa się wyłącznie oprogramowanie, które zostało przeznaczone do złych celów i działa wbrew oczekiwaniom użytkownika; określenie to nie obejmuje aplikacji, które mogą wyrządzić niezamierzoną szkodę z powodu jakiejś niedoskonałości.
Polski Komitet Normalizacyjny jako polski odpowiednik terminu malware usankcjonował określenie „program złośliwy”.

Podstawowe grupy szkodliwego oprogramowania i ich wzajemne powiązania

## Rodzaje złośliwego oprogramowania
Do złośliwego oprogramowania zalicza się:
- wirusy – programy lub fragmenty złowrogiego kodu wykonywalnego, który dołącza się, nadpisuje lub zamienia inny program w celu powielania samego siebie bez zgody użytkownika. Ze względu na różne rodzaje infekcji wirusy dzielą się na:
  - wirusy gnieżdżące się w sektorze rozruchowym dysku twardego (ang. boot sector viruses),
  - wirusy pasożytnicze (ang. parasitic viruses),
  - wirusy wieloczęściowe (ang. multipartite viruses),
  - wirusy towarzyszące (ang. companion viruses),
  - makrowirusy (ang. macro viruses).
- robaki (ang. worms) – złośliwe oprogramowanie podobne do wirusów, rozprzestrzeniające się tylko poprzez sieć. W przeciwieństwie do wirusów nie potrzebują programu „żywiciela”. Często powielają się pocztą elektroniczną.
- fork-bomba to program rezydentny niepowielający się przez sieć. Wynikiem jego działania jest jedna określona operacja, np. powielanie tego samego pliku aż do wyczerpania zasobów pamięci komputera.
- konie trojańskie nie rozmnażają się jak wirus, ale ich działanie jest równie szkodliwe. Ukrywają się pod nazwą lub w części pliku, który może wydawać się pomocny, ale po uruchomieniu wcale nie pełnią tej funkcji, której spodziewa się użytkownik. Trojany wykonują w tle operacje szkodliwe dla użytkownika, np. otwierają port komputera, który może umożliwić późniejszy atak ze strony włamywacza (cyberprzestępcy)
- backdoory przejmują kontrolę nad zainfekowanym komputerem, umożliwiając wykonywanie na nim czynności administracyjnych, łącznie z usuwaniem i zapisem danych. Podobnie jak trojan, backdoory podszywają się pod pliki i programy, z których często korzysta użytkownik. Umożliwiają intruzom sterowanie systemem operacyjnym poprzez Internet. Wykonują wtedy działania wbrew wiedzy i woli ofiary.
- oprogramowanie szpiegujące (ang. spyware) – oprogramowanie zbierające dane o osobie fizycznej lub prawnej bez jej zgody; mogą to być informacje o odwiedzanych stronach internetowych, dane dostępowe itp. Występuje często jako dodatkowy i ukryty komponent większego programu odporny na usuwanie i ingerencję użytkownika. Programy szpiegujące mogą wykonywać działania bez wiedzy użytkownika – zmieniać wpisy w rejestrze systemu operacyjnego i ustawienia użytkownika. Program szpiegujący może pobierać i uruchamiać pliki pobrane z sieci.
  - scumware (ang. scum – piana; szumowiny, męty) – żargonowe, zbiorcze określenie oprogramowania, które wykonuje w komputerze niepożądane przez użytkownika czynności.
  - stealware/parasiteware – służące do okradania kont internetowych,
  - oprogramowanie reklamowe (ang. adware) – oprogramowanie, które w natrętny sposób wyświetla niepożądane przez odbiorcę reklamy. Warto podkreślić, że mianem adware określa się także rozpowszechniane bezpłatnie niegroźne oprogramowanie, którego producent otrzymuje wynagrodzenie za wyświetlanie reklam zlecanych przez sponsorów.
  - elementy typu hijacker – oprogramowanie wprowadzające w konfiguracji przeglądarek niepożądane zmiany, takie jak podmiana strony startowej czy doinstalowanie paska narzędzi.
- exploit – kod umożliwiający bezpośrednie włamanie do komputera ofiary. Do wprowadzenia zmian lub przejęcia kontroli wykorzystuje się lukę w oprogramowaniu zainstalowanym na atakowanym komputerze. Exploity mogą być użyte w atakowaniu witryn internetowych, których silniki oparte są na językach skryptowych (zmiana treści lub przejęcie kontroli administracyjnej), systemów operacyjnych (serwery i końcówki klienckie) lub aplikacji (pakiety biurowe, przeglądarki internetowe lub inne oprogramowanie).
- rootkit – jedno z najgroźniejszych narzędzi hakerskich. Ogólna zasada działania opiera się na maskowaniu obecności pewnych uruchomionych programów lub procesów systemowych (z reguły służących hakerowi do administrowania zaatakowanym systemem). Rootkit zostaje wkompilowany (w wypadku zainfekowanej instalacji) lub wstrzyknięty w istotne procedury systemowe. Z reguły jest trudny do wykrycia z racji tego, że nie występuje jako osobna aplikacja. Zainstalowanie rootkita jest najczęściej ostatnim krokiem po włamaniu do systemu, w którym prowadzona będzie ukryta kradzież danych lub infiltracja.
- rejestratory klawiszy (ang. keyloggers) – odczytują i zapisują wszystkie naciśnięcia klawiszy użytkownika. Dzięki temu adresy, kody i inne poufne dane mogą dostać się w niepowołane ręce. Pierwsze programowe rejestratory klawiszy były widoczne w środowisku operacyjnym użytkownika. Teraz coraz częściej są procesami niewidocznymi dla administratora. Keyloggery mogą występować również w postaci sprzętowej. Warto tutaj podkreślić, że keylogger może być zarówno szkodliwym oprogramowaniem służącym do rozsyłania poufnych danych, jak i oprogramowaniem celowo zainstalowanym przez pracodawcę np. w celu kontrolowania aktywności pracowników.
- dialery – programy łączące się z siecią przez inny numer dostępowy niż wybrany przez użytkownika, najczęściej są to numery o początku 0-700 lub numery zagraniczne. Dialery szkodzą tylko posiadaczom modemów telefonicznych, analogowych i cyfrowych ISDN, występują głównie na stronach o tematyce erotycznej.
- oprogramowanie wymuszające okup[9] (ang. ransomware) – blokuje dostęp do systemu komputerowego lub uniemożliwia odczyt zapisanych w nim danych (często poprzez techniki szyfrujące), a potem żąda od ofiary okupu za przywrócenie stanu pierwotnego, chociaż nie zawsze pliki zostają przywrócone „całe”.

Mniej poważne szkodliwe oprogramowanie to:
- fałszywe alarmy dotyczące rzekomo nowych i groźnych wirusów (ang. virus hoaxes); mianem fałszywych alarmów (ang. false positives) określa się także mylne wykrycia infekcji, które mogą generować programy antywirusowe, szczególnie na najwyższym poziomie analizy heurystycznej.
- żarty komputerowe robione najczęściej nieświadomym użytkownikom komputerów.

## Profilaktyka
Zapobieganie infekcji szkodliwym oprogramowaniem:
- instalacja oprogramowania antywirusowego,
- włączona zapora sieciowa z modułem HIPS, która zapobiega uruchamianiu zagrożeń typu zero day,
- stałe aktualizowanie oprogramowania,
- nieotwieranie załączników pocztowych niewiadomego pochodzenia,
- czytanie okien instalacyjnych aplikacji, a także ich licencji,
- wyłączanie makr w plikach MS Office nieznanego pochodzenia,
- regularne skanowanie systemu programem antywirusowym i skanerami wykrywającymi szkodliwe oprogramowanie,
- przy płatnościach drogą elektroniczną upewnienie się, że transmisja danych będzie szyfrowana (banking mode),
- instalacja programów prewencyjnych (wykrywania i zapobiegania włamaniom), opartych na polityce piaskownicy z HIPS (np. GesWall),
- używanie oryginalnego systemu i aplikacji, pochodzących z legalnego źródła.

Istnieje wiele programów służących do zwalczania problemów ze szkodliwym oprogramowaniem. Na rynku spotyka się również pakiety zapewniające całościową ochronę. W języku angielskim znane są jako programy typu internet security. Łączą one funkcje antywirusa i zapory sieciowej, a często również i modułu antyspamowego, skanera WWW oraz systemu prewencyjnego HIPS.

## Zabezpieczenia w przeglądarkach internetowych
W przeglądarkach Firefox, Chrome, Safari, Opera oraz Internet Explorer wbudowany jest filtr, który bezpośrednio na poziomie samej przeglądarki sprawdza, czy dana witryna nie została przypadkiem zgłoszona jako szkodliwa.
W przypadku wykrycia zagrożenia dostęp do strony jest blokowany i wyświetlany jest stosowny komunikat.
W momencie zgłoszenia do listy stron stanowiących zagrożenie dodatkowo wysyłana jest do administratora, webmastera strony wiadomość e-mail informująca o tym fakcie.